# Politiforbundet i Danmark
Politiforbundet i Danmark er et dansk fagforbund, der organiserer ansatte i dansk politi.
Forbundet havde 11.777 medlemmer (i januar 2012).

## Historie
Det blev oprettet i sin nuværende form i 1998/1999 som en fusion af Dansk Politiforbund (stiftet 1902), Dansk Kriminalpolitiforening (stiftet 1920) og Politiets og Domstolenes Tjenestemandsforening. Dansk Politiforbund var verdens ældste politifaglige organisation.

## Formål
Forbundet har til formål at varetage medlemmernes faglige, sociale og økonomiske interesser.
Medlemsbladet Dansk Politi udkommer 6 gange årligt.

## Politiforbundet er medlem af følgende organisationer
- Statstjenestemændenes Centralorganisation II
- Siden d. 1. januar 2019 er forbundet medlem af FH (men var tidligere medlem af FTF)

## Formænd
Listen er ikke komplet.
- 1986-2004: Tommy Agerskov Thomsen
- 2004-2013: Peter Ibsen
- 2013-2021: Claus Oxfeldt[1]
- 2021-: Heino Kegel